# Opacuincola caeca
Opacuincola caeca är en snäckart som beskrevs av Winston F. Ponder 1966. Opacuincola caeca ingår i släktet Opacuincola och familjen tusensnäckor. Inga underarter finns listade i Catalogue of Life.